# Espinosa (Minas Gerais)
Espinosa es un municipio brasilero del estado de Minas Gerais. Se localiza a una latitud 14º55'34" sur y a una longitud 42º49'09" oeste, estando a una altitud de 570 metros. Su población estimada en 2004 era de 31.169 habitantes.

## Economía
El sector industrial del municipio está compuesto por cerámicas, productos lácteos, prendas de vestir, comercios y supermercados. Hay varias industrias abandonadas en la ciudad debido al fin del ciclo del algodón.

## Historia
Los sectores del norte de Minas estaban habitados por los indios tapuias por ocasión del descubrimiento del Brasil. Medio siglo más tarde, durante el Gobierno General de Tomé de Souza, fue organizada una expedición para visitar la región. 
Este poblado estaba en los alrededores de una antigua capilla, que más tarde se transformó en la catedral de São Sebastião. En 1859, se creó el distrito de Lençóis, ligado al municipio de Río Pardo. Posteriormente, en 1923, bajo la denominación de São Sebastião de los Lençóis, es elevado a municipio y separado de Monte Azul. El nombre Espinosa es instituido después, en homenaje al descubridor del lugar. 
El punto más alto del municipio está a 1645 metros, en la Sierra del Pau D'arco